# Giuseppe Manente
Giuseppe Manente (Morcone, 13 febbraio 1867 – Roma, 18 maggio 1941) è stato un compositore, direttore d'orchestra e militare italiano.

## Biografia
Giuseppe Manente ricevette la prima educazione musicale dal padre Liborio, direttore della Banda Civica di Sorrento e della Banda Musicale di Guglionesi. Presso quest’ultima banda divenne trombettista. Approfondì poi la pratica strumentale con Domenico Gatti e studiò armonia, contrappunto e composizione con di G. Guarro e Camillo De Nardis al Conservatorio di San Pietro a Majella di Napoli. Studiò inoltre al Conservatorio Reale di Madrid con Emilio Serrano e successivamente presso l’Accademia Nazionale di Santa Cecilia a Roma con Cesare De Santis.
Nel 1889 vinse il concorso per l’incarico di Capomusica della banda del 60º Reggimento Fanteria a Novara, con la quale partecipò a concerti presso l’Esposizione Nazionale di Torino nel 1900. Nel 1902 diresse l’orchestra del Palazzo Reale di Torino in un concerto di proprie composizioni, alla presenza del re Vittorio Emanuele III e della famiglia reale. Nel 1905 divenne Capomusica della banda del 3º Reggimento Fanteria a Pistoia. Diresse inoltre la banda 43º Reggimento Fanteria. Nel 1910, su richiesta del Ministero della Difesa, compose i “Frammenti Musicali per uso della ginnastica dei Reggimenti di Fanteria di Linea”. Sempre dietro richiesta ministeriale fu nominato Capomusica della banda del 2º Reggimento Granatieri a Roma nel 1911, con la quale, nel 1918, tenne una serie di Concerti a New York. Nello stesso anno, con la banda, fu anche a Parigi, Londra e Bruxelles, partecipando alle celebrazioni della vittoria.
Nel 1921 fu chiamato in Egitto dal re Fouad I per dirigere la banda delle Guardie Reali, posto che mantenne fino al 1924, anno in cui vinse il posto da direttore dell’appena costituita Banda della Guardia di Finanza, che debuttò sotto la sua guida il 25 aprile 1925 con un concerto a Piazza Colonna a Roma, luogo allora deputato ai numerosi concerti bandistici. Poco prima del congedo, avvenuto a febbraio del 1932, tenne un concerto a Guglionesi, sempre con la Banda della Guardia di Finanza, il 12 Giugno 1931.
Oltre che di complessi militari, fu direttore anche di bande civili, tra le quali quelle di Lucca, Pescia e Montecatini Terme. Fu inoltre direttore artistico delle edizioni Adolfo Lapini di Firenze e critico per riviste musicali come Il Plettro di Milano, Vita Mandolinistica di Bologna e L'Estudiantina di Parigi.
Sono oltre 800 le sue pubblicazioni per banda, sia come compositore che come trascrittore. Oltre composizioni bandistiche, marce militari, sinfoniche, funebri e religiose, ai pezzi caratteristici, alle sinfonie ecc. ha composto l’opera in un atto Alla Regata e l’operetta Il Paradiso dei Cigni. È inoltre autore di musica da camera, musica vocale, canzoni per voce e mandolino, e di oltre un centinaio di composizioni per formazioni di strumenti a plettro e a pizzico (molto in voga all'epoca). Spesso le stesse composizioni esistono in doppia veste: sia per banda che per orchestra a plettro. Le sue composizioni per orchestra a plettro sono ancora molto eseguite in Giappone.
Morì a Roma il 18 maggio 1941 e fu sepolto accanto alla moglie Ida Visdomini nel cimitero di Guglionesi, città che gli ha dedicato una via.